# La Planassa
La Planassa és una urbanització de Viladecavalls, al Vallès Occidental, al nord del poble. Està separada de la urbanització de Can Corbera per la via del tren Barcelona-Manresa i per l'autopista C-16 Terrassa-Manresa i unida al poble. A l'extrem nord del barri hi ha l'estació de ferrocarril de Viladecavalls.
L'any 2007 hi estaven censades 407 persones. La Planassa es va originar als voltants de l'antic camí que duia al cementiri, instal·lació que avui dia està inserida dins la urbanització i que encara presta els seus serveis al poble.